# Mohammad Massad
Mohammad Massad (arab. محمد مسعد; ur. 17 lutego 1983) – saudyjski piłkarz występujący na pozycji środkowego lub lewego obrońcy, a także pomocnika. Obecnie gra w Al-Ahli Dżudda.

## Kariera klubowa
Mohammad Massad zawodową karierę rozpoczynał w 2001 roku w Al-Ahli Dżudda. W debiutanckim sezonie zajął z nim czwarte miejsce w saudyjskiej ekstraklasie. W kolejnych rozgrywkach Al-Ahli w ligowej tabeli uplasowało się na drugim miejscu i zdobyło wicemistrzostwo kraju.

## Kariera reprezentacyjna
W reprezentacji swojego kraju Massad zadebiutował w 2002 roku. W 2006 roku Marcos Paquetá powołał go do kadry na Mistrzostwa Świata. Arabia Saudyjska na mundialu tym zajęła ostatnie miejsce w swojej grupie i odpadła z turnieju. Sam Massad na niemieckich boiskach pełnił rolę rezerwowego i wystąpił tylko w jednym spotkaniu. W przegranym 0:1 meczu przeciwko Hiszpanii w 81 minucie zmienił Husseina Sulaimaniego.